# 帶狀舌塘鱧
帶狀舌塘鱧（学名：Parioglossus taeniatus）为凹尾塘鱧科舌塘鱧屬下的一个种。